# 1215 w polityce

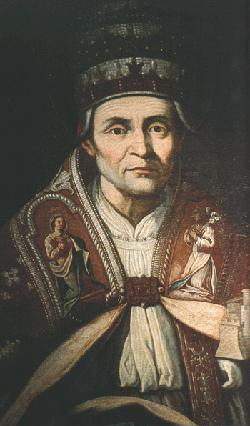
Celestyn V

Wydarzenia polityczne w 1215 roku.

## Wydarzenia
- Sobór laterański IV[1].
- 15 czerwca Jan bez Ziemi wydaje Wielką Kartę Swobód[2].
- Dżyngis-chan zdobywa Pekin[3].
- Zjazd w Wolborzu[4][5].

## Urodzili się
- Pietro Angelerio, późniejszy papież Celestyn V[6].
- 23 września Kubiłaj, wnuk Dżyngis-chana[7].

## Zmarli
- 12 października Dytryk, biskup Merseburga[8].